# (2616) Lesya
(2616) Lesya) – planetoida z pasa głównego okrążająca Słońce w ciągu 3 lat i 66 dni w średniej odległości 2,16 j.a. Została odkryta 28 sierpnia 1970 roku. Nazwa planetoidy pochodzi od Łesi Ukrainki (1871-1913), ukraińskiej poetki. Przed nadaniem nazwy planetoida nosiła oznaczenie tymczasowe (2616) 1970 QV.